# Maredudd ap Tudur
Maredudd ap Tudur (... – 1406) è stato un nobile gallese.
Membro della famiglia Tudor di Penmynydd, era il minore dei sei figli di Tudur ap Goronwy e fu il padre di Owen Tudor. Maredudd sostenne suo cugino, il patriota gallese Owain Glyndŵr nel 1400, insieme ai suoi fratelli Rhys ap Tudur e Gwilym ap Tudur.
È il bisnonno di Enrico VII d'Inghilterra e il trisnonno di Enrico VIII d'Inghilterra.